# Camisia foveolata
Camisia foveolata är en kvalsterart som beskrevs av Hammer 1955. Camisia foveolata ingår i släktet Camisia och familjen Camisiidae. Inga underarter finns listade.